# 弓浜絣

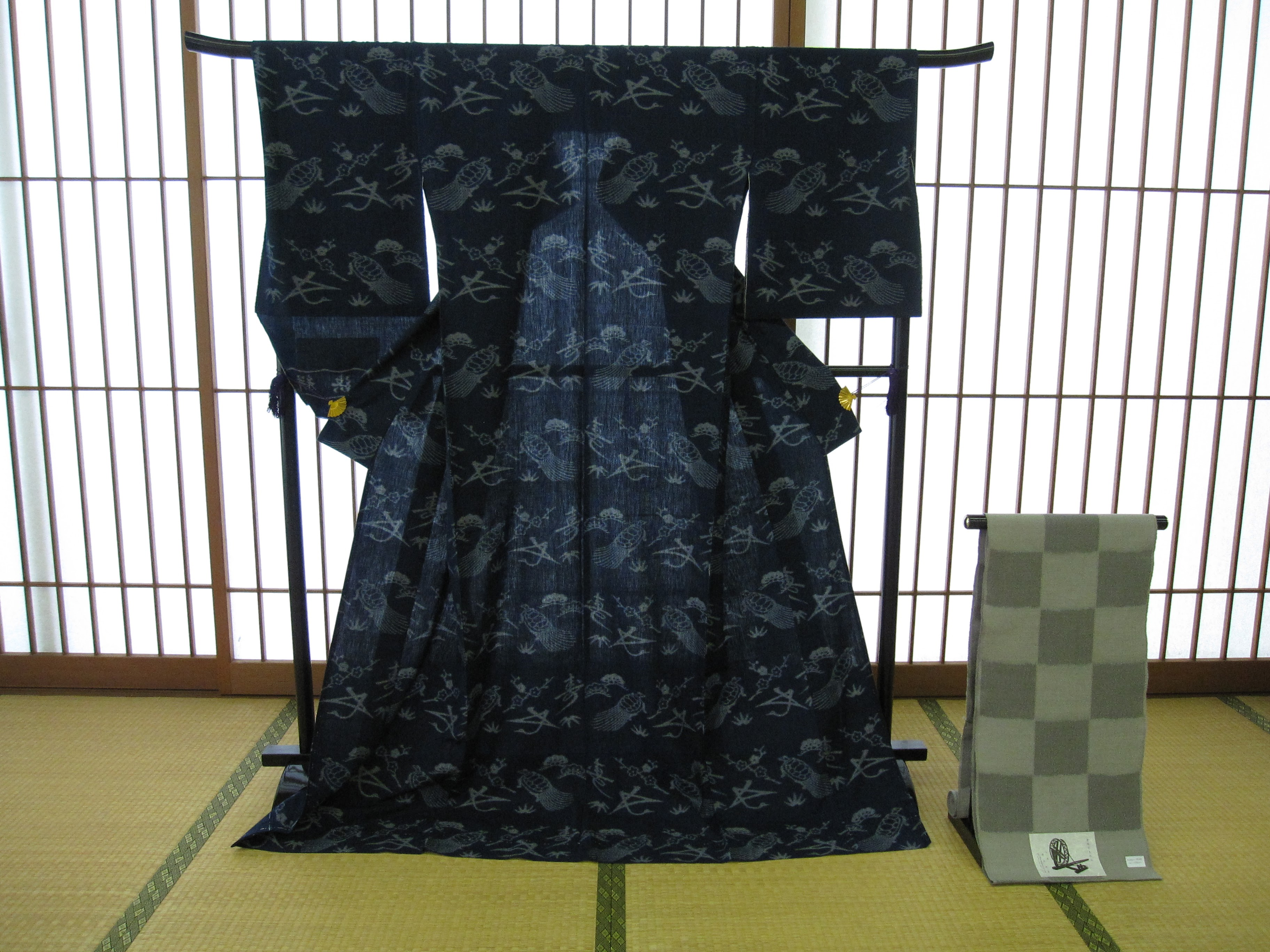
弓浜絣

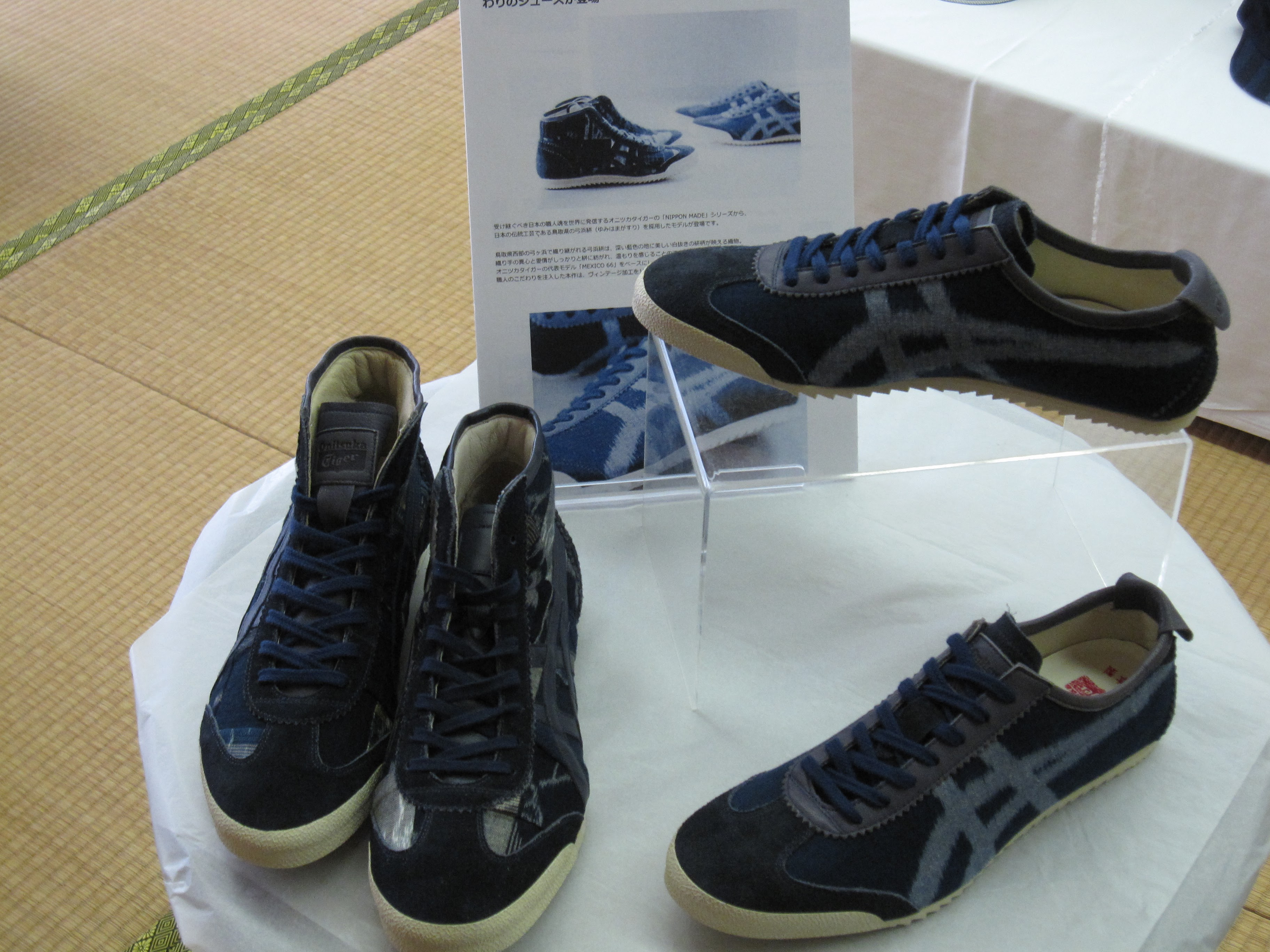
弓浜絣を用いた靴

弓浜絣（ゆみはまがすり）は、鳥取県の弓ヶ浜半島（米子市、境港市）で製造されている絣である。このため、弓ヶ浜の別名の「弓浜」と付けられている。ただし、単に浜絣とも呼ばれる。絵絣として有名であり、倉吉絣、広瀬絣と共に、山陰の三絵絣の1つに数えられる。

## 歴史
1975年に国の伝統工芸品に、1978年に県指定無形文化財に指定された。
江戸時代から明治にかけては多くの織元があり、山陰地方の絣の中でも特に人気が高かった弓浜絣だが、戦後の一時期は後継者不足で存続が危ぶまれた。絣それ自体の需要も激減しており、現在の生産量はわずかである。そんな中伝統を維持して協同組合が主体となった「弓浜かすり伝承館」を活用した人材育成を行っている。